# ISIS (satellite)
ISIS I et II (anglais : International Satellites for Ionospheric Studies, satellites internationaux pour l'étude de l'ionosphère) sont les troisième et quatrième satellites canadiens, lancés pour étudier l'ionosphère. Après le succès d'Alouette 1, le Canada et les États-Unis ont décidé de lancer conjointement trois satellites de plus, dans le cadre du programme ISIS. Le premier des trois a été nommé Alouette 2 (après avoir été nommé initialement ISIS-X). La gestion du projet a été confiée au Centre de recherches sur les communications Canada. Comme ce fut le cas pour les satellites Alouette, RCA Victor de Montréal a été le maître d'œuvre des deux satellites.
Un quatrième satellite final était prévu, mais quand le gouvernement a réorienté ses priorités vers les satellites de communication, il a été annulé en 1969.

## ISIS I
ISIS I a été lancé le 30 janvier 1969 à 6h46 UTC par une fusée Delta-E1 depuis Western Test Range à Vandenberg Air Force Base en Californie. Le Canada a cessé d'utiliser ISIS I le 13 mars 1984, mais le Japon a été autorisé à continuer à l'utiliser et l'a fait jusqu'en 1990.
Contrairement aux satellites Alouette, les satellites ISIS étaient équipés d'un système de navigation complexe et d'un magnétophone pour enregistrer quelques expériences quand ils étaient hors de portée de communication et puis lire les résultats lorsque les satellites sont à nouveau à portée de communication. Quelques autres expériences n'ont pas été enregistrées, mais les données ont été envoyées à plusieurs stations autour du globe. Au total, 10 expériences ont été menées.

## ISIS II
ISIS II a été lancé le 1er avril 1971 à 2h57 UTC, par une fusée Delta-E1, également depuis Western Test Range à Vandenberg Air Force Base. En raison de contraintes budgétaires, la conception d'ISIS II est en grande partie similaire à celle d'ISIS I. La principale différence est l'ajout de deux expériences conçues pour étudier les émissions atmosphériques optiques. Cela a permis d'obtenir pour la première fois des images de toute une aurore boréale, vue de dessus.